# 스티브 윌코스 쇼 전파납치 사건
스티브 윌코스 쇼 전파납치 사건은 2013년 2월 11일에 미국 몬타나 KRTV에서 '스티브 윌코스 쇼' 방송 도중에 전파납치가 된 사건을 말한다.

## 사건 개요
2013년 2월 11일 KRTV에서 스티브 윌코스 쇼 방송 도중, 알 수 없는 소음이 시작되더니, "행정 당국이 일부 지역에 비상사태를 선포했다. 시민들은 경고방송에 따라주길 바란다."라는 자막이 화면 위쪽에 나타났다. 이어서, "무덤에서 나온 시체들이 살아있는 사람을 공격하고 있다. 이는 매우 위험하니 절대 접근하지 말라"라는 목소리가 나왔다.

### 사건 후
해당 방송사는 사건 직후 해커의 소행이라고 밝혔으나 누가 어디에서 전파납치를 하였는지 찾아내지는 못했다.

## 같이 보기
- 전파 납치
- 맥스 헤드룸 전파 납치 사건
- 애슈타 전파 납치 사건